# Vincenzo Vacirca
Vincenzo Vacirca (Chiaramonte Gulfi, 26 novembre 1886 – Roma, 25 dicembre 1956) è stato un politico, sindacalista e giornalista italiano.

## Biografia
Già a tredici anni, nel 1899, fu tra i fondatori del circolo socialista di Vittoria. Tre anni più tardi organizzò la Lega dei contadini di Ragusa e per il suo ruolo nelle agitazioni dei lavoratori dovette scontare 26 giorni di carcere. Direttore di alcuni periodici socialisti, nel 1904 divenne segretario della Camera del lavoro di Brindisi, mentre nel 1906 fu segretario della Federazione del PSI di Ravenna.
Nel 1907 si trasferì a Venezia: condannato per reati di stampa, emigrò in Brasile, dove diresse il locale giornale dei socialisti italiani. Quando fu espulso, si rifugiò in Argentina fino al 1911 e poi rientrò clandestinamente in Italia, ma fu ben presto costretto a scappare prima a Trieste e poi nell'Istria asburgica. Espulso anche dall'Austria, emigrò per sei anni negli Stati Uniti, dove costituì il sindacato femminile American Federation of Labor e diresse giornali a New York, Chicago e Boston.
A New Orleans uscì illeso da un attentato a colpi di pistola portatogli da nazionalisti italiani durante un comizio antimilitarista. Nel 1919 rientrò in Italia, fu arrestato per le condanne pregresse e liberato grazie ad un'amnistia. Nello stesso anno fu eletto deputato nel collegio di Bologna, e inviato in Sicilia dalla Direzione Nazionale del PSI per dirigere le rivolte contadine nel Circondario di Modica.
Nel 1920 si recò in delegazione a Mosca, dove intervistò per l'Avanti! i principali leader bolscevichi. Successivamente subì numerosi attentati da parte di squadristi fascisti, in uno dei quali, a Ragusa (capeggiato da Filippo Pennavaria), vennero uccisi quattro operai ed altri sessanta rimasero feriti.
Nel 1921 partecipò al XVII Congresso del PSI appoggiando una delle correnti della destra del partito, quella dei rivoluzionari intransigenti di Costantino Lazzari. Nel 1922 partecipò alla scissione che diede vita al Partito Socialista Unitario, si trasferì a Milano e divenne caporedattore del giornale La Giustizia. Dopo una missione a Londra per contò del partito si fermò a Lugano, ma fu privato del permesso di soggiorno e costretto a riparare di nuovo negli Usa. Qui subì una nuova aggressione fascista nel 1927, riportando serie ferite alla testa.
Nel 1943 rientrò in Italia come membro dell'Office of Strategic Service. Nel dopoguerra partecipò alla costituzione del Partito socialista dei lavoratori italiani. Partecipò alla scissione di Palazzo Barberini e fece parte della Direzione Nazionale del PSDI di Saragat.
Morì a Roma nel 1956.